# Гидроксид хрома(III)
Гидроксид хрома(III) — сложное неорганическое вещество с химической формулой Cr(OH)3.

## Описание
Гидроксид хрома(III) — амфотерный гидроксид. Серо-зелёного цвета, разлагается при нагревании, теряя воду и образуя зелёный метагидроксид CrO(OH). Не растворяется в воде. Из раствора осаждается в виде серо-голубого и голубовато-зелёного гидрата. При стоянии под раствором теряет
реакционную способность («стареет»). Реагирует с кислотами и щелочами, не взаимодействует с гидратом аммиака. Применяется для синтеза соединений хрома(III).
Молярная электропроводность при бесконечном разведении при 25 °C равна 795,9 см2/моль. Получают в виде студнеобразного зелёного осадка при обработке солей хрома(III) щелочами, при гидролизе солей хрома (III) с карбонатами щелочных металлов или сульфидом аммония.

## Получение
- Образуется при действии щелочей или водного раствора аммиака на растворы солей хрома:

{\displaystyle {\mathsf {CrCl_{3}+3NH_{3}+3H_{2}O\ {\xrightarrow {}}\ Cr(OH)_{3}+3NH_{4}Cl}}}
- Также образуется при пропускании углекислого газа через щелочной раствор гексагидроксохромата(III) натрия:

{\displaystyle {\mathsf {Na_{3}[Cr(OH)_{6}]+3CO_{2}\ {\xrightarrow {}}\ Cr(OH)_{3}+3NaHCO_{3}}}}
• Реакция гексагидроксохромата(III) натрия с разбавленной соляной кислотой:
{\displaystyle {\ce {Na3[Cr(OH)6] + 3HCl -> Cr(OH)3 + 3NaCl + 3H2O}}}

## Химические свойства
- При нагревании до ~100 °C на воздухе разлагается с образованием метагидроксида хрома CrO(OH) зелёного цвета. При более высоких температурах трёхвалентный гидроксид хрома разлагается с образованием оксида хрома(III) и выделением паров воды:

{\displaystyle {\mathsf {Cr(OH)_{3}\ {\xrightarrow {100^{o}C}}\ CrO(OH)+H_{2}O}}}
{\displaystyle {\mathsf {2Cr(OH)_{3}\ {\xrightarrow {430-1000^{o}C}}\ Cr_{2}O_{3}+3H_{2}O}}}
- Гидроксид хрома(III) обладает амфотерными свойствами, благодаря чему легко растворяется в кислотах с образованием солей хрома(III):

- С разбавленными кислотами:

{\displaystyle {\mathsf {Cr(OH)_{3}+3HCl\ \xrightarrow {} \ CrCl_{3}+3H_{2}O}}}
{\displaystyle {\mathsf {2Cr(OH)_{3}+3H_{2}SO_{4}\ {\xrightarrow {}}\ Cr_{2}(SO_{4})_{3}+6H2O}}}
{\displaystyle {\mathsf {Cr(OH)_{3}+3HNO_{3}\ {\xrightarrow {}}\ Cr(NO_{3})_{3}+3H_{2}O}}}

- С концентрированными веществами:
- {\displaystyle {\mathsf {Cr(OH)_{3}+3HF\ {\xrightarrow {}}\ CrF_{3}{\downarrow }+3H_{2}O}}}

{\displaystyle {\mathsf {Cr(OH)_{3}+3CH_{3}COOH\ {\xrightarrow {}}\ Cr(CH_{3}COO)_{3}+3H_{2}O}}}
{\displaystyle {\mathsf {Cr(OH)_{3}+3HCN+3KCN\ {\xrightarrow {}}\ K_{3}[Cr(CN)_{6}]+3H_{2}O}}}
- Также благодаря амфотерным свойствам легко происходят реакции и с щелочами:

{\displaystyle {\mathsf {Cr(OH)_{3}+3NaOH\ {\xrightarrow {}}\ Na_{3}[Cr(OH)_{6}]}}}
{\displaystyle {\mathsf {2Cr(OH)_{3}+4NaOH+3H_{2}O_{2}\ \xrightarrow {} \ 2Na_{2}CrO_{4}+8H_{2}O}}}
- При взаимодействии с гидроксидами натрия или лития возможно получение хромитов данных металлов (M = Li, Na):

{\displaystyle {\mathsf {Cr(OH)_{3}+MOH\ {\xrightarrow {300-400^{o}C}}\ MCrO_{2}+2H_{2}O}}}